# Pachygnatha hexatracheata
Pachygnatha hexatracheata là một loài nhện trong họ Tetragnathidae.
Loài này thuộc chi Pachygnatha. Pachygnatha hexatracheata được miêu tả năm 1994 bởi Bosmans & Bosselaers.